# Schloss Bonau

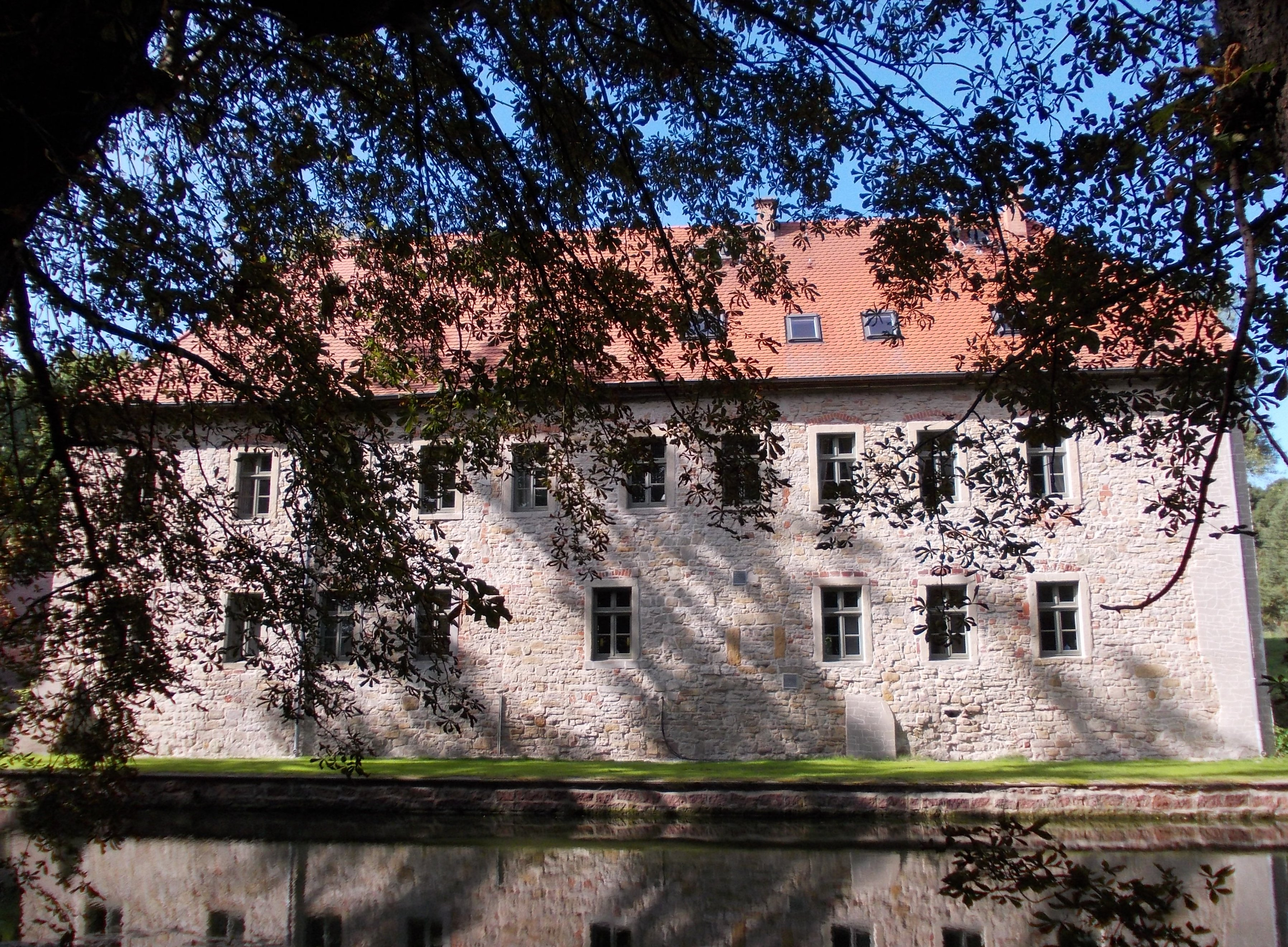
Wasserschloss in Bonau, Ostseite

Das Schloss Bonau, auch Rittergut, ist ein denkmalgeschütztes Bauwerk im Ortsteil Bonau der Stadt Teuchern im Burgenlandkreis in Sachsen-Anhalt. Im Denkmalverzeichnis von Sachsen-Anhalt ist das Schloss unter der Erfassungsnummer 094 87022 als Baudenkmal verzeichnet. Es hat die Adresse Bonauer Straße 1.

## Geschichte
Bis 1550 saß die Adelsfamilie von Rana(u) auf Bonau, dann übernahmen die von Bünau das Gut. Im Jahre 1585 erfolgte der Verkauf an die Familie von Weißbach, die Bonau bis 1689 besaß. In dieser Zeit wurde im Jahre 1627 das Schloss Bonau erbaut. Es ist ein ehemaliges Wasserschloss auf den Grundmauern einer alten Ritterburg. Es handelt sich um einen zweigeschossigen Bruchsteinbau mit hohem Walmdach. Anfangs war das Schloss an allen vier Seiten von Wasser umgeben und man errichtete es auf Pfählen. Eine Brücke führte vom Wirtschaftshof zum Wohnhaus. 1696 erfolgte die Umwandlung in ein Erblehngut.
Nachdem das Rittergut 1689 von der Familie von Bünau zurückerworben worden war, erfolgte 1704 der Verkauf an die Familie von Dieskau, die Bonau bereits 1710 an die Familie Erfurth weiterveräußerte. Ab 1718 saß die Familie von Zedtwitz auf Bonau. Im 1. Viertel des 18. Jahrhunderts erhielt das Schloss seine heutige Gestalt als zweigeschossiger Bruchsteinbau mit hohem Walmdach. Während des Siebenjährigen Kriegs verweilte bei dieser Rittergutsfamilie einer der bedeutendsten Vertreter der deutschen Aufklärung, der Kirchenlieder- und Fabeldichter Christian Fürchtegott Gellert.
Im Jahr 1784 übernahm die Familie von Zehmen das Schloss. Ihr folgten ab 1811 die von Ingersleben, bevor das Schloss 1814 in bürgerliche Hände ging. Die Westseite des Wassergrabens verfüllte man um 1800 und errichtete dort einen Hausgarten. Die Allodifikation des Gutes erfolgte 1833 durch Kabinettsorder.
Nach der Enteignung des Eigentümers während der Bodenreform in der Sowjetischen Besatzungszone im Jahr 1945 diente das Bauwerk als Flüchtlingsunterkunft, bis es zu einem Dachstuhlbrand kam und das Gebäude geräumt werden musste. Das Bauwerk wurde von 1992 bis 1994 saniert und zu einem Hotel umgebaut, dessen letzter Pächter Insolvenz anmelden musste. Seit 2005 befindet sich das Schloss in Privatbesitz.